# Voorhout
Voorhout er en by og tidligere kommune i det vestlige af Nederlandene, i en provins i Sydholland. Den tidligere kommune har et areal på 12,59 km², hvor 0.33 km² er dækket af vand, og har en befolkning på 14.792 i 2004. Sammen med Sassenheim og Warmond, er det blevet en del af Teylingen-kommunen den 1. januar 2006. Voorhout ligger i et område kaldet "Klit- og Blomsterløg-regionen".
52°13′23″N 4°29′11″Ø / 52.223055555556°N 4.4863888888889°Ø